# From Enslavement to Obliteration
From Enslavement to Obliteration es el segundo álbum de estudio de la banda británica de grindcore Napalm Death. Fue lanzado el 16 de septiembre de 1988. Es el último disco con Lee Dorrian en la voz y Bill Steer en la guitarra. Un EP titulado "The Curse" era un EP gratuito incluido en las primeras copias del disco, que sería lanzado por Earache Records también en septiembre.

## Lista de canciones
Lado A

| N.º | Título                        | Duración |  |
| 1.  | «Evolved As One»              | 3:13     |  |
| 2.  | «It's a M.A.N.S World»        | 0:54     |  |
| 3.  | «Lucid Fairytail»             | 1:02     |  |
| 4.  | «Private Death»               | 0:35     |  |
| 5.  | «Impressions»                 | 0:35     |  |
| 6.  | «Unchallenged Hate»           | 2:07     |  |
| 7.  | «Unertainty Blurs the Vision» | 0:40     |  |
| 8.  | «Cock-Rock Alienation»        | 1:20     |  |
| 9.  | «Retreat to Nowhere»          | 0:30     |  |
| 10. | «Think for a Minute»          | 1:42     |  |
| 11. | «Display to Me»               | 2:43     |  |

Lado B

| N.º | Título                             | Duración |  |
| 12. | «From Enslavement to Obliteration» | 1:35     |  |
| 13. | «Blind to the Truth»               | 0:21     |  |
| 14. | «Social Sterility»                 | 1:03     |  |
| 15. | «Emotional Suffocation»            | 1:06     |  |
| 16. | «Practice What You Preach»         | 1:23     |  |
| 17. | «Inconceivable?»                   | 1:06     |  |
| 18. | «Worlds Apart»                     | 1:24     |  |
| 19. | «Obstinate Direction»              | 1:01     |  |
| 20. | «Mentally Murdered»                | 2:13     |  |
| 21. | «Sometimes»                        | 1:06     |  |
| 22. | «Make Way!»                        | 1:36     |  |

## Personal
- Lee Dorrian - voz
- Bill Steer - guitarra
- Shane Embury - bajo
- Mick Harris - batería, coros